# Mervyn M. Dymally
Mervyn Malcolm Dymally (12 de mayo de 1926 - 7 de octubre de 2012) fue un político demócrata de California. Se desempeñó en la Asamblea del Estado de California (1963-1966) y el Senado del Estado de California (1967-1975), como el Teniente Gobernador número 41 de California (1975-1979), y en la Cámara de Representantes de EE. UU. (1981-1993). Dymally volvió a la política una década después de servir en la Asamblea del Estado de California (2002-2008).

## Educación
Dymally recibió su educación secundaria en St. Benedict and Naparima Secondary School ubicada en San Fernando, Trinidad.
Se trasladó a los Estados Unidos para estudiar periodismo en la Universidad de Lincoln en Jefferson City, Misuri. Después de un semestre allí se trasladó a la zona metropolitana de Los Ángeles para asistir a la Universidad de Chapman, y completó un Bachillerato en Artes en Educación en la Universidad Estatal de California en Los Ángeles en 1954. Dymally se convirtió en miembro de Kappa Alpha Psi Fraternity en 1949.